# Sol Invictus (religion)
Pour les articles homonymes, voir Sol Invictus.
Sol Invictus, expression latine signifiant « Soleil invaincu », est une divinité solaire romaine dont le culte apparaît dans l'Empire romain au cours du IIIe siècle.

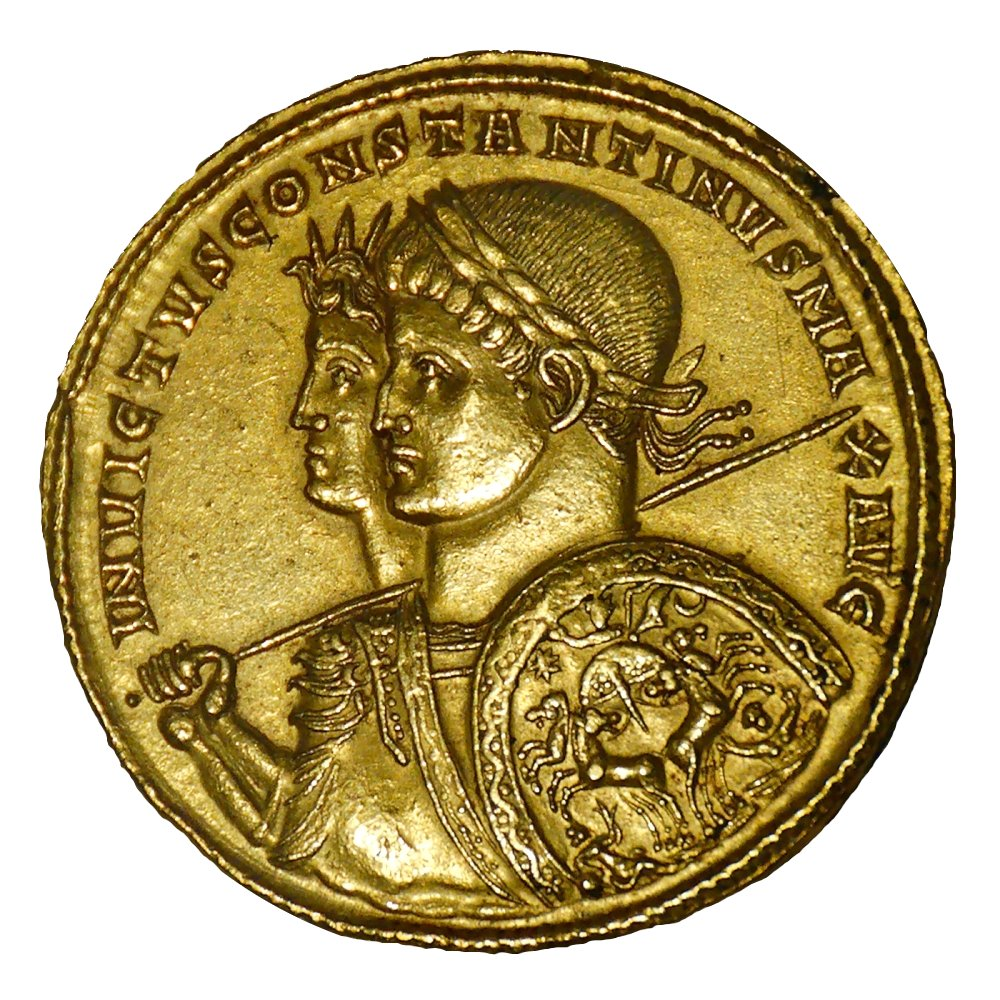
Pièce de monnaie en or représentant Constantin et Sol Invictus.

Reprenant des aspects de la mythologie d'Apollon et du culte de Mithra, elle connaît d'abord une grande popularité dans l'armée romaine. Officialisée en 274 par l'empereur Aurélien, qui place sa fête de naissance au 25 décembre, puis par Constantin, qui fait du jour du Soleil un jour de repos, son culte va être assimilé par le christianisme devenu religion de l'Empire au IVe siècle, le jour du Soleil devenant le jour du Seigneur et le jour de la naissance du Soleil celui de la naissance de Jésus.

## Contexte

### Contexte religieux
- cultes solaires gréco-romains : Apollon, Hélios
- culte de Mithra
- jour du Soleil chez les Romains (semble exister dès le IIe siècle)
- cultes politiques impériaux : culte de Rome ; culte de l'empereur et de la famille impériale (chaque cité doit rendre un culte) ; en Gaule, une cérémonie a lieu chaque année à l'échelle des trois Gaules, au sanctuaire fédéral de Lyon ; ces cultes sont tombés en désuétude au cours du IIIe siècle
- pour Rome, tous les cultes sont acceptables, dès lors qu'ils n'empêchent pas ce culte impérial ; seules deux religions posent problème : 
  - le judaïsme, avec lequel un modus vivendi a été établi, interrompu par plusieurs guerres juives ;
  - le christianisme, dont les adeptes subissent des périodes de persécutions alternant avec une semi-clandestinité précaire.

### Contexte historique: la crise duIIIesiècle
Durant les décennies de la crise du IIIe siècle (235-284), l'empire romain est dans une situation difficile, confronté à une grande insécurité intérieure et, à moindre degré, extérieure.
C'est l'époque durant laquelle nombre des chefs-lieux de cités sont dotés de remparts, suivant l'exemple de la capitale impériale, où  de 271 à 283 est construit le mur d'Aurélien (toujours existant).

## Historique

### Débuts du culte deSol Invictus
Le culte de Sol Invictus présente toutes les caractéristiques d’un culte d’origine asiatique. Notamment, l’apologiste chrétien Épiphane de Salamine signale que certaines villes d'Arabie et d’Égypte célébraient le triomphe de la lumière sur les ténèbres, plus spécifiquement comme la renaissance du dieu Aiôn, enfanté de la vierge Koré, avec un lien évident à la doctrine de l'éternel retour. Dans la tradition cosmologique grecque, aiôn est l'un des aspects du Temps (l'éternel présent) et korè désigne l’éternel féminin ; c’est aussi une épithète de la déesse Perséphone. Ce témoignage d’Épiphane est renforcé par celui de Côme de Maïouma (VIIe siècle), qui évoque ce genre de cérémonie les nuits du 24 au 25 décembre.

### Officialisation deSol Invictuspar Aurélien (274)
Aurélien (empereur de 270 à 275), vainqueur de la reine de Palmyre Zénobie et restaurateur de l'ordre, instaure un nouveau culte commun à tout l'empire afin de renforcer le sentiment unitaire que le culte impérial n'assure plus efficacement.
L'officialisation de Sol Invictus a lieu en décembre 274, lors de l'inauguration de son temple au Champ-de-Mars de Rome, le 25 décembre. Aurélien proclame que ce dieu est le patron principal de l’empire romain. Le temple de Sol Invictus, qui reçoit le butin rapporté de la campagne contre Zénobie, est servi par un collège de prêtres spécifiques, les pontifices Solis (« prêtres du Soleil »).
Aurélien fait du 25 décembre, alors considéré officiellement comme le jour du solstice d'hiver, une fête religieuse, le « jour de la naissance du Soleil invaincu » (en latin : dies natalis Solis Invicti). Cette fête nouvelle intervient peu après la fête très ancienne des Saturnales (17-23 décembre), sans doute la plus importante de la Rome antique.
C'est la première association du 25 décembre avec une naissance : c'est l'origine religieuse et étymologique (Natalis) de « Noël », qui se retrouve dans les mots portugais Natal, espagnol Navidad », italien Natale, etc.
Ce nouveau culte ne change rien pour les autres cultes polythéistes, ni à celui des chrétiens, qui n'en ont pas terminé avec les persécutions.

### Relation avec le culte d'Élagabal de l'empereur Héliogabale
Ce nouveau culte est mal accueilli par les milieux romains conservateurs, comme les rédacteurs de l’Histoire Auguste, attachés à la religion traditionnelle romaine.
Pour le discréditer, ils l'assimilent à une divinité syrienne, Élagabal, qui a énormément choqué sous le règne de l'empereur Marcus Aurelius Antoninus, surnommé Héliogabale , grand prêtre d'Élagabal à treize ans, empereur à quatorze, mort au cours d'une émeute à dix-huit ans.

### Règne de Dioclétien (284-305)
Le culte de Sol Invictus n'est pas particulièrement mis en avant par la propagande impériale de Dioclétien (284-305) et de la Tétrarchie (293-306).

### Règne de Constantin (310-337)
Le culte existe encore au début du IVe siècle, puisque Constantin, empereur de 310 à 337, qui autorise le christianisme en 313. Premier empereur converti au christianisme (il se fait baptiser sur son lit de mort), il est au début de son règne un adepte du « Soleil invaincu ».
Il fait frapper des monnaies avec la légende Soli Invicto Comiti (« Au Soleil invaincu qui m'accompagne »).
Par une loi du 7 mars 321, il fait du « Jour du Soleil », correspondant au dimanche (cf. Sunday en anglais, de sun, soleil, et day, jour, ou Sonntag, en allemand, de Sonne, soleil, et Tag, jour), un jour du repos hebdomadaire (Code Justinien 3.12.2).

### Après Constantin
- Julien (de 361 à 363), empereur polythéiste très hostile au christianisme et attaché au rétablissement des cultes traditionnels, s'emploie à hiérarchiser ces cultes autour du culte de Sol Invictus.

### Les chrétiens et le culte deSol Invictus
Pour les chrétiens, le jour du Soleil des Romains est le premier jour de la semaine et le jour de la résurrection du Christ, le « jour du Seigneur » (dies Dominicus, en français « dimanche », mais la dénomination romaine a été conservée dans plusieurs langues : Sunday, Sonntag). Les chrétiens se réunissent pour une Eucharistie le dimanche soir.
Or, un des titres messianiques de Jésus-Christ est « soleil de justice », ce qui ouvre la voie à un syncrétisme avec le symbolisme du culte solaire romain.
Lorsque le christianisme devient la religion officielle de l'Empire romain à la fin du IVe siècle, la célébration de la naissance de Jésus par les chrétiens de Rome le 25 décembre prend peu à peu la place du culte de Sol Invictus,.

## Postérité
L'Empire de Nilfgaard, un des royaumes présentés dans la série romanesque d'origine polonaise Le Sorceleur, a un dieu nommé « le Grand Soleil ».